# Guido Rodríguez
Guido Rodríguez (Sáenz Peña, 1994. április 12. –) argentin válogatott labdarúgó, középpályás. 2024 óta a West Ham United játékosa.

## Pályafutása
Rodríguez a River Plate csapatában kezdte pályafutását, ahol 2014-ben mutatkozott be. Azonban nem sok játék lehetőséget kapott, így 2016-ban elhagyta a klubot és kölcsönben a Defensa y Justicia csapatába igazolt. Játszott Mexikóban a Tijuana illetve a Club América csapataiban is. Utóbbi csapatban nyújtott remek teljesítménye nyomán 2020-ban a spanyol Real Betis leigazolta őt 4,5 millió euróért.

## Sikerei, díjai
- Argentína
  - Copa América: 2021

## Külső hivatkozások
- Ismertetője a transfermarkt.de honlapján